# Robert Cullen
Robert Cullen (カレン・ロバート, Cullen Robert) est un footballeur japonais, né le 7 juin 1985 à Tsuchiura au Japon. Il évolue au poste d'attaquant dans le club indien du NorthEast United,.

## Palmarès
Néant